# Nombre religioso
Un nombre religioso es un tipo de nombre otorgado a una persona con fines religiosos, y que generalmente se utiliza en dichos contextos.

## Cristianismo

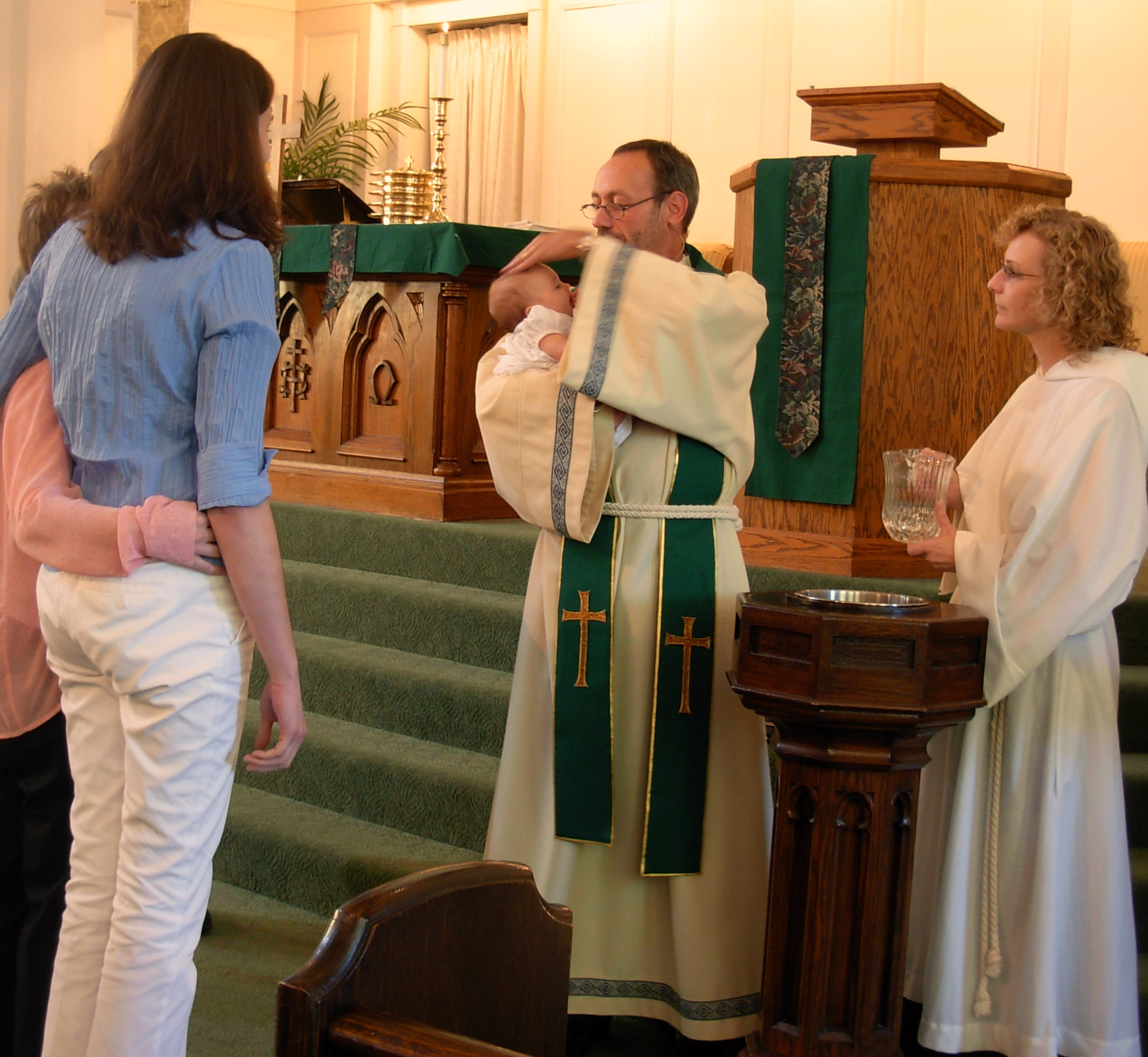
En muchas tradiciones cristianas, a quienes reciben el sacramento del bautismo se les da un nombre cristiano por el cual se les conoce.

### Iglesia Católica

#### Nombre de bautismo
Al momento del bautismo, a los católicos se les da un «nombre cristiano», comúnmente referido como nombre de pila (en referencia a la pila bautismal), el que no debe ser «ajeno al sentimiento cristiano» y que a menudo es el nombre de un santo. En el este de Asia, África y otros lugares, el nombre recibido en el bautismo es diferente de los nombres tradicionales.[cita requerida]
Tradicionalmente, los cristianos ortodoxos y católicos celebraban su onomástico (es decir, la festividad de su santo patrón), en lugar de su cumpleaños.

#### Nombre de confirmación
En algunos países, además del nombre bautismal, es común adoptar un nombre de confirmación, que es siempre el nombre de un santo. El santo cuyo nombre se elige es considerado desde ese momento como santo patrono.

#### Nombre religioso
Por lo general, entre las personas de la vida consagrada se utilizan nombres religiosos. En la mayoría de los institutos religiosos, tradicionalmente a cada nuevo miembro se le asigna un nombre religioso, o él mismo elige uno. Podría ser el nombre de un beato o venerable de la Iglesia, un título honorífico de la Virgen María, o incluso una virtud o algo similar. Aparte de eso, también es posible mantener el nombre de bautismo como nombre religioso. El nombre se toma generalmente en el momento de la investidura o con ocasión de tomar los primeros votos, en algunas comunidades antes del ingreso de un nuevo postulante.

#### Nombre papal
Un Papa recién elegido tradicionalmente adopta un nuevo nombre, llamado su nombre real o nombre papal.

### Iglesia Luterana
En las Iglesias Luteranas, a quienes reciben el sacramento del bautismo se les da un nombre cristiano.

### Iglesia oriental

#### Nombre de bautismo
En la Iglesia Ortodoxa Oriental y el Catolicismo Oriental, los conversos a menudo adoptan un nuevo nombre en el momento de su ingreso a la iglesia. Al decidir el nombre de su hijo, los padres ortodoxos a menudo le ponen el nombre de un santo, cuya festividad coincide con el día del nacimiento del niño, o con el día de su bautismo.

#### Nombre monástico
A los monjes y monjas católicos ortodoxos y orientales a menudo se les da un nuevo nombre monástico al momento de su investidura.

## Judaísmo
Los conversos al judaísmo adoptan un nombre hebreo al convertirse. Los judíos de nacimiento generalmente tienen un nombre hebreo patronímico que se utiliza para fines religiosos; éste con frecuencia es diferente de su nombre legal, especialmente cuando este último es de origen gentil o no hebreo.

## Mandeísmo
En el mandeísmo, un nombre bautismal (zodiacal) o masbuta, también conocido como malwasha, es un nombre dado por un sacerdote, a diferencia de un nombre legal. Los mandeos tienen nombres mandeos matronímicos que se utilizan en los rituales mandeos. Un malwasha está vinculado con el nombre de la madre y la hora de nacimiento para proteger al individuo de su signo del zodíaco, que es considerado ominoso.

## Budismo
Todas las denominaciones budistas también practican esto, y los maestros o preceptores les dan a los miembros recién ordenados de la Sangha nuevos nombres budistas. Los budistas laicos (Upāsaka y Upāsikā) también reciben nombres budistas durante su ceremonia Tisarana.

## Taoísmo
Todas las sectas taoístas tienen prácticas similares al budismo chino, donde a todos los sacerdotes o monjes taoístas recién ordenados se les da un nombre taoísta relacionado con el linaje de su secta. A los taoístas laicos que participan en la ceremonia de iniciación también se les da un nombre taoísta.

## Otros

### Gaudiya Vaishnavismo
Los miembros de ISKCON y algunas otras organizaciones Gaudiya Vaishnava reciben un "nombre espiritual" de su gurú al momento de la iniciación. Este nombre termina en "Das" o "Dasa" para hombres y "Dasi" para mujeres (que significa "sirviente").